# 青松乡 (白沙县)
青松乡，是中华人民共和国海南省白沙黎族自治县下辖的一个乡镇级行政单位。，海南岛最长的河流南渡江发源于此。

## 行政区划
青松乡下辖以下地区：
益条村、打炳村、牙扩村、打松村、青松村和拥处村。